# Sportovec roku Associated Press
První ocenění Sportovec roku ve Spojených státech iniciovala agentura Associated Press (AP) v roce 1931. V době, kdy ženy ve sportu nedostávaly stejného uznání jako muži, nabídla AP sportovce mužského a ženského pohlaví ročník ocenění profesionálním nebo amatérským sportovcem. O cenách se každoročně hlasuje v porotě sportovních redaktorů AP z celých Spojených států, která zahrnuje hlavně americký sport. Výsledkem je, že velká většina vítězů byli Američané. O čest se mohou ucházet i neameričané, kteří při několika příležitostech zvítězili.

## AP sportovec roku
| Rok  | Muži                | Muži                  | Ženy                              | Ženy                 |
| Rok  | Jméno               | Sport                 | Jméno                             | Sport                |
| ---- | ------------------- | --------------------- | --------------------------------- | -------------------- |
| 1931 | Pepper Martin       | Baseball              | Helene Madisonová                 | Plavání              |
| 1932 | Gene Sarazen        | Golf                  | Babe Didriksonová                 | Atletika             |
| 1933 | Carl Hubbell        | Baseball              | Helen Jacobsová                   | Tenis                |
| 1934 | Dizzy Dean          | Baseball              | Virginia Van Wie                  | Golf                 |
| 1935 | Joe Louis           | Box                   | Helen Willsová Moodyová           | Tenis                |
| 1936 | Jesse Owens         | Atletika              | Helen Stephensová                 | Atletika             |
| 1937 | Don Budge           | Tenis                 | Katherine Rawlsová                | Plavání              |
| 1938 | Don Budge (2)       | Tenis                 | Patty Bergová                     | Golf                 |
| 1939 | Nile Kinnick        | Kopaná                | Alice Marbleová                   | Tenis                |
| 1940 | Tom Harmon          | Kopaná                | Alice Marbleová (2)               | Tenis                |
| 1941 | Joe DiMaggio        | Baseball              | Betty Hicks Newellová             | Golf                 |
| 1942 | Frank Sinkwich      | Kopaná                | Gloria Callenová                  | Plavání              |
| 1943 | Gunder Hägg         | Atletika              | Patty Bergová                     | Golf                 |
| 1944 | Byron Nelson        | Golf                  | Ann Curtisová                     | Plavání              |
| 1945 | Byron Nelson (2)    | Golf                  | Babe Didriksonová (2)             | Golf                 |
| 1946 | Glenn Davis         | Kopaná                | Babe Didriksonová (3)             | Golf                 |
| 1947 | Johnny Lujack       | Kopaná                | Babe Didriksonová (4)             | Golf                 |
| 1948 | Lou Boudreau        | Baseball              | Fanny Blankers-Koenová            | Atletika             |
| 1949 | Leon Hart           | Kopaná                | Marlene Bauerová                  | Golf                 |
| 1950 | Jim Konstanty       | Baseball              | Babe Didriksonová (5)             | Golf                 |
| 1951 | Dick Kazmaier       | Kopaná                | Maureen Connollyová               | Tenis                |
| 1952 | Bob Mathias         | Atletika              | Maureen Connollyová (2)           | Tenis                |
| 1953 | Ben Hogan           | Golf                  | Maureen Connollyová (3)           | Tenis                |
| 1954 | Willie Mays         | Baseball              | Babe Didriksonová (6)             | Golf                 |
| 1955 | Howard Cassady      | Kopaná                | Patty Bergová                     | Golf                 |
| 1956 | Mickey Mantle       | Baseball              | Pat McCormicková                  | Skoky do vody        |
| 1957 | Ted Williams        | Baseball              | Althea Gibsonová                  | Tenis                |
| 1958 | Herb Elliott        | Atletika              | Althea Gibsonová (2)              | Tenis                |
| 1959 | Ingemar Johansson   | Box                   | Maria Buenová                     | Tenis                |
| 1960 | Rafer Johnson       | Atletika              | Wilma Rudolphová                  | Atletika             |
| 1961 | Roger Maris         | Baseball              | Wilma Rudolphová (2)              | Atletika             |
| 1962 | Maury Wills         | Baseball              | Dawn Fraserová                    | Plavání              |
| 1963 | Sandy Koufax        | Baseball              | Mickey Wrightová                  | Golf                 |
| 1964 | Don Schollander     | Plavání               | Mickey Wrightová (2)              | Golf                 |
| 1965 | Sandy Koufax (2)    | Baseball              | Kathy Whitworthová                | Golf                 |
| 1966 | Frank Robinson      | Baseball              | Kathy Whitworthová (2)            | Golf                 |
| 1967 | Carl Yastrzemski    | Baseball              | Billie Jean Kingová               | Tenis                |
| 1968 | Denny McLain        | Baseball              | Peggy Flemingová                  | Krasobruslení        |
| 1969 | Tom Seaver          | Baseball              | Debbie Meyerová                   | Plavání              |
| 1970 | George Blanda       | Kopaná                | Ťi Čeng                           | Atletika             |
| 1971 | Lee Trevino         | Golf                  | Evonne Goolagongová               | Tenis                |
| 1972 | Mark Spitz          | Plavání               | Olga Korbutová                    | Sportovní gymnastika |
| 1973 | O. J. Simpson       | Kopaná                | Billie Jean Kingová (2)           | Tenis                |
| 1974 | Muhammad Ali        | Box                   | Chris Evertová                    | Tenis                |
| 1975 | Fred Lynn           | Baseball              | Chris Evertová (2)                | Tenis                |
| 1976 | Bruce Jenner        | Atletika              | Nadia Comaneciová                 | Sportovní gymnastika |
| 1977 | Steve Cauthen       | Jezdectví             | Chris Evertová (3)                | Tenis                |
| 1978 | Ron Guidry          | Baseball              | Nancy Lopezová                    | Golf                 |
| 1979 | Willie Stargell     | Baseball              | Tracy Austinová                   | Tenis                |
| 1980 | Hokejový tým USA    | Lední hokej           | Chris Evertová (4)                | Tenis                |
| 1981 | John McEnroe        | Tenis                 | Tracy Austinová (2)               | Tenis                |
| 1982 | Wayne Gretzky       | Lední hokej           | Mary Tabbová                      | Atletika             |
| 1983 | Carl Lewis          | Atletika              | Martina Navrátilová               | Tenis                |
| 1984 | Carl Lewis (2)      | Atletika              | Mary Lou Rettonová                | Sportovní gymnastika |
| 1985 | Dwight Gooden       | Baseball              | Nancy Lopezová (2)                | Golf                 |
| 1986 | Larry Bird          | Basketbal             | Martina Navrátilová (2)           | Tenis                |
| 1987 | Ben Johnson         | Atletika              | Jackie Joynerová-Kerseeová        | Atletika             |
| 1988 | Orel Hershiser      | Baseball              | Florence Griffith-Joynerová       | Atletika             |
| 1989 | Joe Montana         | Kopaná                | Steffi Grafová                    | Tenis                |
| 1990 | Joe Montana (2)     | Kopaná                | Beth Danielová                    | Golf                 |
| 1991 | Michael Jordan      | Basketbal             | Monika Selešová                   | Tenis                |
| 1992 | Michael Jordan (2)  | Basketbal             | Monika Selešová (2)               | Tenis                |
| 1993 | Michael Jordan (3)  | Basketbal             | Sheryl Swoopesová                 | Basketbal            |
| 1994 | George Foreman      | Box                   | Bonnie Blairová                   | Rychlobruslaní       |
| 1995 | Cal Ripken, Jr.     | Baseball              | Rebecca Lobo                      | Basketbal            |
| 1996 | Michael Johnson     | Atletika              | Amy Van Dykenová                  | Plavání              |
| 1997 | Tiger Woods         | Golf                  | Martina Hingisová                 | Tenis                |
| 1998 | Mark McGwire        | Baseball              | Se Ri Pak                         | Golf                 |
| 1999 | Tiger Woods (2)     | Golf                  | Ženská fotbalová reprezentace USA | Kopaná               |
| 2000 | Tiger Woods (3)     | Golf                  | Marion Jonesová                   | Atletika             |
| 2001 | Barry Bonds         | Baseball              | Jennifer Capriatiová              | Tenis                |
| 2002 | Lance Armstrong     | Silniční cyklistika   | Serena Williamsová                | Tenis                |
| 2003 | Lance Armstrong (2) | Silniční cyklistika   | Annika Sörenstamová               | Golf                 |
| 2004 | Lance Armstrong (3) | Silniční cyklistika   | Annika Sörenstamová (2)           | Golf                 |
| 2005 | Lance Armstrong (4) | Silniční cyklistika   | Annika Sörenstamová (3)           | Golf                 |
| 2006 | Tiger Woods (4)     | Golf                  | Lorena Ochoaová                   | Golf                 |
| 2007 | Tom Brady           | Kopaná                | Lorena Ochoaová (2)               | Golf                 |
| 2008 | Michael Phelps      | Plavání               | Candace Parkerová                 | Basketbal            |
| 2009 | Jimmie Johnson      | NASCAR                | Serena Williamsová (2)            | Tenis                |
| 2010 | Drew Brees          | Kopaná                | Lindsey Vonnová                   | Alpské lyžování      |
| 2011 | Aaron Rodgers       | Kopaná                | Abby Wambachová                   | Kopaná               |
| 2012 | Michael Phelps (2)  | Plavání               | Gabby Douglasová                  | Sportovní gymnastika |
| 2013 | LeBron James        | Basketbal             | Serena Williamsová (3)            | Tenis                |
| 2014 | Madison Bumgarner   | Baseball              | Mo'ne Davis                       | Baseball             |
| 2015 | Stephen Curry       | Basketbal             | Serena Williamsová (4)            | Tenis                |
| 2016 | LeBron James (2)    | Basketbal             | Simone Bilesová                   | Sportovní gymnastika |
| 2017 | José Altuve         | Baseball              | Katie Ledecká                     | Plavání              |
| 2018 | LeBron James (3)    | Basketbal             | Serena Williamsová (5)            | Tenis                |
| 2019 | Kawhi Leonard       | Basketbal             | Simone Bilesová (2)               | Sportovní gymnastika |
| 2020 | LeBron James (4)    | Basketbal             | Naomi Ósakaová                    | Tenis                |
| 2021 | Šóhei Ohtani        | Major League Baseball | Candace Parkerová (2)             | Basketbal            |
| 2022 | Aaron Judge         | Major League Baseball | Katie Ledecká (2)                 | Plavání              |
| 2023 | Šóhei Ohtani (2)    | Major League Baseball | Simone Bilesová (3)               | Sportovní gymnastika |
| 2024 | Šóhei Ohtani (3)    | Major League Baseball | Caitlin Clarková                  | Basketbal            |

## Vícenásobní vítězové
| Jméno           | Sport               | Počet | Roky                   |
| --------------- | ------------------- | ----- | ---------------------- |
| LeBron James    | Basketball          | 4     | 2013, 2016, 2018, 2020 |
| Tiger Woods     | Golf                | 4     | 1997, 1999, 2000, 2006 |
| Lance Armstrong | Silniční cyklistika | 4     | 2002, 2003, 2004, 2005 |
| Michael Jordan  | Basketball          | 3     | 1991, 1992, 1993       |
| Šóhei Ohtani    | Baseball            | 3     | 2021, 2023, 2024       |
| Michael Phelps  | Plavání             | 2     | 2008, 2012             |
| Joe Montana     | Americký fotbal     | 2     | 1989, 1990             |
| Carl Lewis      | Atletika            | 2     | 1983, 1984             |
| Sandy Koufax    | Baseball            | 2     | 1963, 1965             |
| Byron Nelson    | Golf                | 2     | 1944, 1945             |
| Don Budge       | Tenis               | 2     | 1937, 1938             |

## Vícenásobní vítězky
| Jméno               | Sport                | Počet | Roky                               |
| ------------------- | -------------------- | ----- | ---------------------------------- |
| Babe Didriksonová   | Golf                 | 6     | 1932, 1945, 1946, 1947, 1950, 1954 |
| Serena Williamsová  | Tenis                | 5     | 2002, 2009, 2013, 2015, 2018       |
| Chris Evertová      | Tenis                | 4     | 1974, 1975, 1977, 1980             |
| Maureen Connollyová | Tenis                | 3     | 1951, 1952, 1953                   |
| Annika Sörenstamová | Golf                 | 3     | 2003, 2004, 2005                   |
| Simone Bilesová     | Sportovní gymnastika | 3     | 2016, 2019, 2023                   |
| Monika Selešová     | Tenis                | 2     | 1991, 1992                         |
| Martina Navrátilová | Tenis                | 2     | 1983, 1986                         |
| Nancy Lopezová      | Golf                 | 2     | 1978, 1985                         |
| Tracy Austinová     | Golf                 | 2     | 1979, 1981                         |
| Billie Jean Kingová | Tenis                | 2     | 1967, 1973                         |
| Kathy Whitworthová  | Golf                 | 2     | 1965, 1966                         |
| Mickey Wrightová    | Golf                 | 2     | 1963, 1964                         |
| Wilma Rudolphová    | Atletika             | 2     | 1960, 1961                         |
| Althea Gibsonová    | Tenis                | 2     | 1957, 1958                         |
| Alice Marbleová     | Tenis                | 2     | 1939, 1940                         |
| Candace Parkerová   | Basketbal            | 2     | 2008, 2021                         |
| Katie Ledecká       | Plavání              | 2     | 2017, 2022                         |